# Ігнац Пушник
Ігнац Пушник (нім. Ignaz Puschnik, 5 лютого 1934 — 17 грудня 2020) — австрійський футболіст, що грав на позиції півзахисника, зокрема, за клуб «Капфенберг», а також національну збірну Австрії.

## Клубна кар'єра
У футболі дебютував 1956 року виступами за команду «Капфенберг», кольори якої і захищав протягом усієї своєї кар'єри гравця, що тривала дванадцять років. 

## Виступи за збірну
1957 року дебютував в офіційних матчах у складі національної збірної Австрії. Протягом кар'єри у національній команді провів у її формі 7 матчів.
Був присутній в заявці збірної на чемпіонаті світу 1958 року у Швеції, але на поле не виходив.
| Матчі та голи у збірній | Матчі та голи у збірній | Матчі та голи у збірній | Матчі та голи у збірній | Матчі та голи у збірній | Матчі та голи у збірній | Матчі та голи у збірній |
| #                       | Дата                    | Стадіон                 | Суперник                | Результат               | Голи                    | Турнір                  |
| 1957                    | 1957                    | 1957                    | 1957                    | 1957                    | 1957                    | 1957                    |
| ----------------------- | ----------------------- | ----------------------- | ----------------------- | ----------------------- | ----------------------- | ----------------------- |
| 1.                      | 10.03.1957              | Відень, Австрія         | Німеччина               | 2:3                     | 0                       | товариський матч        |
| 1962                    |                         |                         |                         |                         |                         |                         |
| 2.                      | 08.04.1962              | Дублін, Ірландія        | Ірландія                | 3:2                     | 0                       | товариський матч        |
| 3.                      | 06.05.1962              | Відень, Австрія         | Болгарія                | 2:0                     | 0                       | товариський матч        |
| 4.                      | 24.06.1962              | Відень, Австрія         | Угорщина                | 1:2                     | 0                       | товариський матч        |
| 5.                      | 16.09.1962              | Відень, Австрія         | Чехословаччина          | 0:6                     | 0                       | товариський матч        |
| 6.                      | 11.11.1962              | Відень, Австрія         | Італія                  | 1:2                     | 0                       | товариський матч        |
| 1964                    |                         |                         |                         |                         |                         |                         |
| 7.                      | 12.04.1964              | Амстердам, Нідерланди   | Нідерланди              | 1:1                     | 0                       | товариський матч        |